# Leonyid Ivanovics Sztadnik
Leonyid Ivanovics Sztadnik (ukránul: Леонід Іванович Стадник; Podoljanci, 1970. augusztus 5. – 2014. augusztus 24.) ukrán férfi, végzettsége szerint állatorvosi sebész, a legmagasabb ember Guinness-rekordját tartotta 2007 óta 259 cm-es magasságával. 2007-ig nem engedte hivatalosan megmérni magát, előtte Pao Hszi-sun volt a hivatalos csúcstartó. Sztadnik szokatlan magasságát egy 12 éves korában végrehajtott agyműtét okozta. A szervezete azóta folyamatosan termelte a növekedési hormonokat. 2005 és 2006 tavasza között 2 cm-t nőtt. Az egészségi állapota fokozatosan romlott, a háza oldalába és fákba kellett kapaszkodnia mindennapi teendői intézése közben.
2008. augusztus 20-án a Guinness Rekordok Könyve főszerkesztője, Craig Glenday bejelentette, hogy a világ legmagasabb embere címet ismét Pao Hszi-sun viseli, mert Sztadnik nem volt hajlandó beleegyezni, hogy az új szabályok szerint is megmérjék magasságát. A mérést mások is megkérdőjelezték, mivel a Guinness hivatalosan sosem mérte meg Sztadnikot, csak az Ukrán Rekordok Könyve.